# Coenogonium strigosum
Coenogonium strigosum är en lavart som beskrevs av Rivas Plata, Lücking & Chaves. Coenogonium strigosum ingår i släktet Coenogonium och familjen Coenogoniaceae.   Inga underarter finns listade i Catalogue of Life.